# Magnus Huss

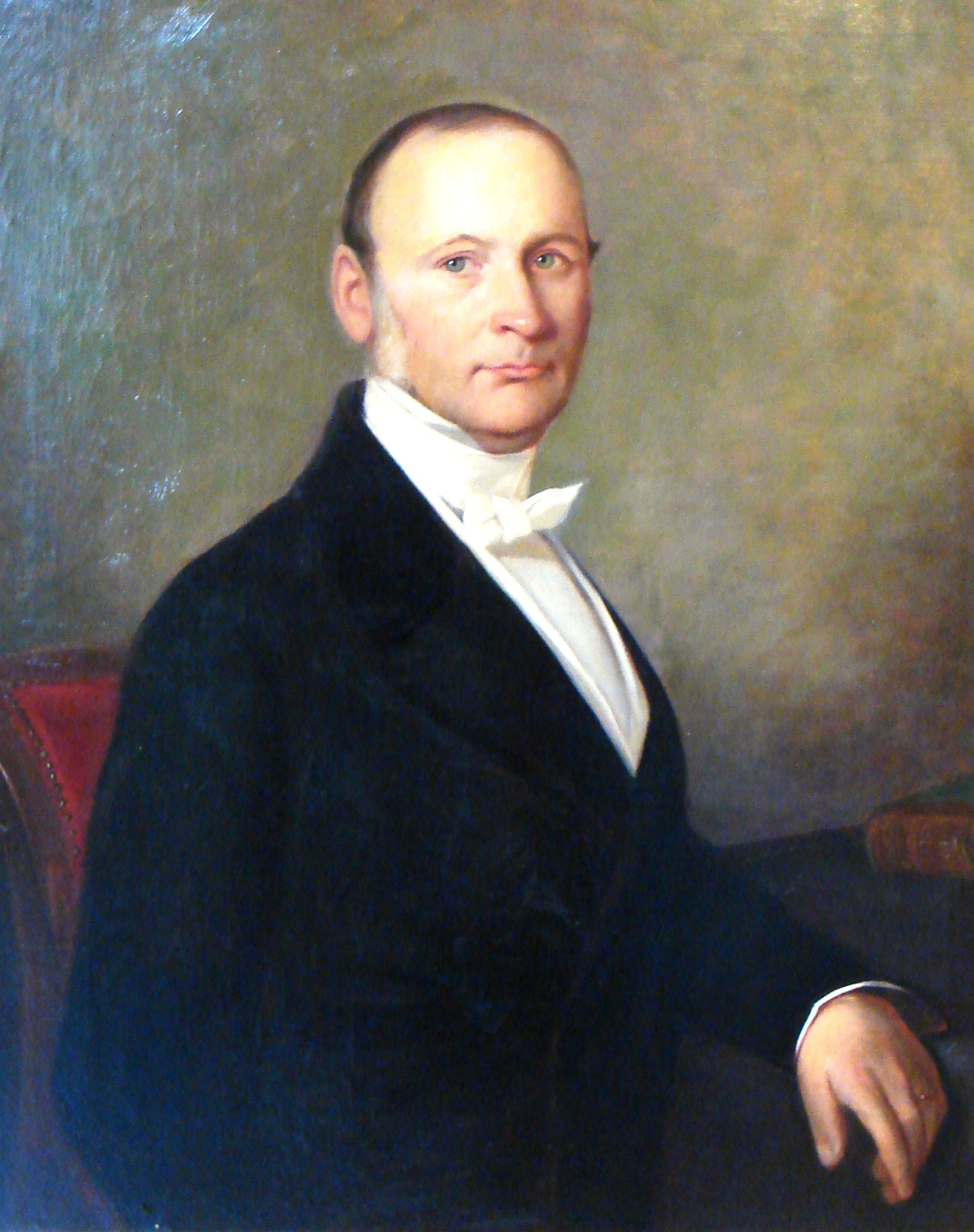
Magnus Huss (1807-1890

Magnus Huss (ur. 22 października 1807 na plebanii w Medelpad, zm. 22 kwietnia 1890 w Sztokholmie) – szwedzki lekarz, autor dzieła Alcoholismus chronicus (wyd. 1852), w którym po raz pierwszy w historii sformułował koncepcję alkoholizmu jako choroby.
Tytuł lekarza uzyskał w 1835 r. i objął stanowisko chirurga w Seraphim-Lazarett, a następnie ordynatora. Od 1840 był profesorem nadzwyczajnym, a od 1846 zwczajnym w Instytucie Karolinska oraz członkiem Duńskiej Akademii Nauk.